# Вулиця Олександра Бородіна
Ву́лиця Олекса́ндра Бородіна́ — зникла вулиця, що існувала в Залізничному, нині Солом'янському районі міста Києва, місцевості Олександрівська слобідка, Пронівщина. Пролягала від проспекту Валерія Лобановського (на місці гуртожитку КНУБА, будинок №10) до тупика.

## Історія
Виникла в 1940-ві — 1950-ті роки під назвою 493-тя Нова. У 1953 році отримала назву Бородинська. З 1955 року після повторного рішення про перейменування — вулиця Бородіно. Згодом назва трансформувалася на вулицю Бородіна, а 1977 року — уточнена на Олександра Бородіна, на честь російського композитора Олександра Бородіна.
Ліквідована в 2-й половині 1970-х — на початку 1980-х років у зв'язку з частковою зміною забудови.